# Mauricio Cravotto
Mauricio Cravotto (ur. 26 września 1893 w Montevideo, zm. 14 października 1962) – urugwajski architekt, uznany za jednego z prekursorów urugwajskiej urbanistyki.
Ukończył architekturę w Szkole Architektonicznej Uniwersytetu Republiki w 1917 roku. Rozwijał się jako lider grupy techników pracujących w 1930 roku nad Planem Regulacyjnym Montevideo (Plan Regulador de Montevideo), który nigdy jednak nie został wprowadzony w życie. Jego prace obejmują m.in.: kręgielnię Montevideo Rowing Club, ratusz miejski w Montevideo (1935-1941) oraz Hotel Rambla (1936). W 1941 roku wygrał konkurs na plan generalny dla miasta Mendoza w Argentynie.